# 올림푸스
올림푸스 주식회사(일본어: オリンパス株式会社 오린파스 가부시키가이샤[*], 영어: Olympus Corporation)는 일본의 광학 및 사진 산업 회사이다. 1919년 10월 12일, 다카치호 제작소(일본어: 高千穂製作所)라는 이름으로 시작하였다. 초창기에는 현미경 및 체온계를 제조, 판매하였다. 현재 본사는 일본 도쿄에 있다. 미국 운영 법인은 펜실베이니아주에 위치하며, 유럽 운영 법인은 독일 함부르크에 위치한다.

## 기업의 명칭
이 기업의 원래 이름 ‘다카치호 제작소’는 일본 신화에서 신이 모여 산다는 산인 다카치호노미네에서 온 것이다. 이후 회사가 커지고 세계적 브랜드로 성장하는 단계에서, 그리스 신화에서 신이 모여 산다는 산인 올림포스 산에서 따온 이름으로 회사명을 바꾸게 되었다.
1919년 설립된 이래로, 몇 번의 이름 변경을 겪었다. 아래 표는 창립 이래 명칭이 변경된 내용이다.
| 날짜             | 주석                                                 |
| ---------------- | ---------------------------------------------------- |
| 1919년 10월 12일 | 高千穂製作所, Takachiho Seisakusho                   |
| 1942년 5월 28일  | 高千穂光学工業株式会社, Takachiho Optical Co., Ltd   |
| 1949년 1월 1일   | オリンパス光学工業株式会社, Olympus Optical Co., Ltd |
| 2003년 10월 1일  | オリンパス株式会社, Olympus Corporation              |

올림푸스의 일본어 표기인 'オリンパス'(오린파스)는 Olympus의 영어식 발음인 올림퍼스에서 따 왔으며, 중국에도 영어 음역인 奧林巴斯(아오린바쓰)로 등록하였지만 대한민국에는 올림푸스로 상호 등록을 하였고, 현재 한국어 공식 명칭은 올림푸스이다.

## 제품

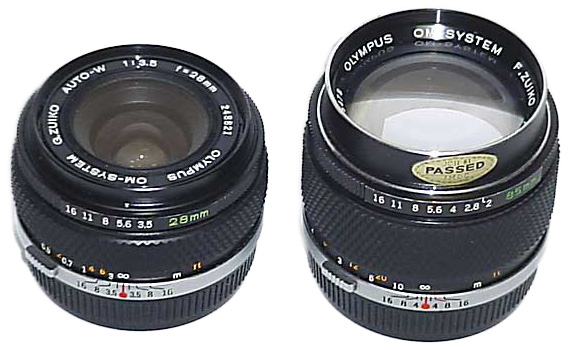
Olympus OM Lenses

1936년에 올림푸스 사 최초의 사진기를 발매하였다. 이름은 세미-올림푸스 I (일본어:  セミオリンパスI) 이었다. 실제로 쓸만한 사진기를 내놓은 것은 1959년 PEN 모델을 내놓았을 때이다. 하프-프레임 형식이었는데, 표준 36 롤 필름에 18 × 24 mm 형식으로 사진 72장을 찍을 수 있었다. 당시의 PEN 사진기를 휴대성이 편리하도록 해주었다.

## 회계부정 사건
올림푸스는 1990년대 고위험성 금융상품에 투자했다가 버블이 붕괴되며 큰 손실을 입었으나, 2001년부터 새로운 회계기준을 도입하면서 이를 부외 손실로 처리하는 분식회계로 은폐했다. 2011년 10월 14일 기쿠카와 쓰요시(菊川剛) 회장 파벌의 경영진이 영국 출신 마이클 우드퍼드 사장을 해임하면서 불거졌다.

## 스폰서
- 2003 Olympus배 온게임넷 스타리그
- 올림푸스 카트라이더 2차리그
- 올림푸스 리그오브레전드 더 챔피언스 윈터 2012-2013
- 올림푸스 리그오브레전드 챔피언스 스프링 2013

## 같이 보기
- 포서즈 시스템
- 마이크로 포서즈 시스템